# عصام تليمة
عصام حلمي محمد تلِّيمة (ولد في مصر، الجيزة، أوسيم 16 فبراير 1974 - ) داعية ومحاضر وباحث إسلامي، درس في الجامع الأزهر، وأحد تلاميذ يوسف القرضاوي.

## الدراسة والشهادات العلمية
- تخرج في كلية الدعوة الإسلامية سنة 1417 هـ ـ 1996م.
- حاصل على ماجستير في التفسير وعلوم القرآن من جامعة وادي النيل السودان بتقدير مقبول.[1][4]

## العضوية في المجالس والاتحادات
- عضو جبهة علماء الأزهر الشريف
- عضو مؤسس في اتحاد علماء المسلمين العالمي. عضو في الجمعية الشرعية بمصر.

## الأعمال والمهام الوظيفية
- باحث شرعي في جمعية قطر الخيرية (حاليا).
- إمام وخطيب بوزارة الأوقاف.
- سكرتير علمي لجبهة علماء الأزهر بمصر .
- مدير لمكتب الشيخ يوسف القرضاوي سكرتيرا خاصا له لمدة ست سنوات .

## من مؤلفاته في مجال البحوث العلمية

### أ -في مجال التحقيق العلمي منها
- أحاديث الجمعة للإمام العالم حسن البنا (ثلاثة أجزاء).
- نظرات في التربية والسلوك للإمام العالم حسن البنا.
- نظرات في كتاب الله للإمام العالم حسن البنا.
- في صميم العقيدة للإمام العالم حسن البنا

### ب ـ في مجال التأليف
- القرضاوي فقيه الدعاة وداعية الفقهاء.[5]
- محمد الغزالي رباني ملأ الدنيا وشغل الناس.
- حوار حول المؤسسة العلمية والفقهية. طبع مركز الراية بجدة.
- حسن البنا والمسرح والسينما.
- حسن البنا (تحت الطبع).
- فن الفكاهة في الإسلام (تحت الطبع).

### جـ ـ كتب بالاشتراك منها
- ما لا نعلمه لأطفالنا (بالاشتراك مع عدد من أساتذة التربية في العالم العربي والإسلامي).
- خصائص المشروع الفقهي للقرضاوي .

### د. بحوث علمية منها
- الإخوان والأحزاب والفن.. محاولة للفهم.
- عوامل ضعف وقوة الفن عند الإسلاميين.
- الأزهر والجماعات الإسلامية.. وئام أم صدام؟
- المواطنة.. حقوق غير المسلمين في الدولة الإسلامية.
- الحركة الإسلامية والنقد الذاتي.
- ماذا نريد من الإخوان المسلمين؟.
- حسن البنا وتجربة الفن. ترجم إلى اللغة الإنجليزية .
- الخارجون عن الإخوان... كيف ومتى ولماذا؟.

## الإنتاج التليفزيوني
برنامج سياسة في دين - قناة الجزيرة مباشر مصر
برنامج إنسانيات محمد - قناة أزهري الفضائية
أكاديمية إعداد القادة - قناة الرسالة